# 원폭의 아이
원폭의 아이(原爆の子, Children of Hiroshima)는 일본에서 제작된 신도 카네토 감독의 1952년 드라마, 전쟁 영화이다. 오토와 노부코 등이 주연으로 출연하였다.

## 출연

### 주연
- 오토와 노부코
- 타키자와 오사무
- 사이토 미와
- 야마나카 츠네코

### 조연
- 오푸지 신야
- 호소카와 치카코
- 시미즈 마사오